# Pianottoli-Caldarello
Pianotolli-Caldarello redirige ici.
Pianottoli-Caldarello (Caldarello jusqu'en 1921) est une commune française située dans la circonscription départementale de la Corse-du-Sud et le territoire de la collectivité de Corse. Elle appartient à l'ancienne piève de Freto. La commune portait le nom de Caldarello jusqu'en 1921.

## Géographie

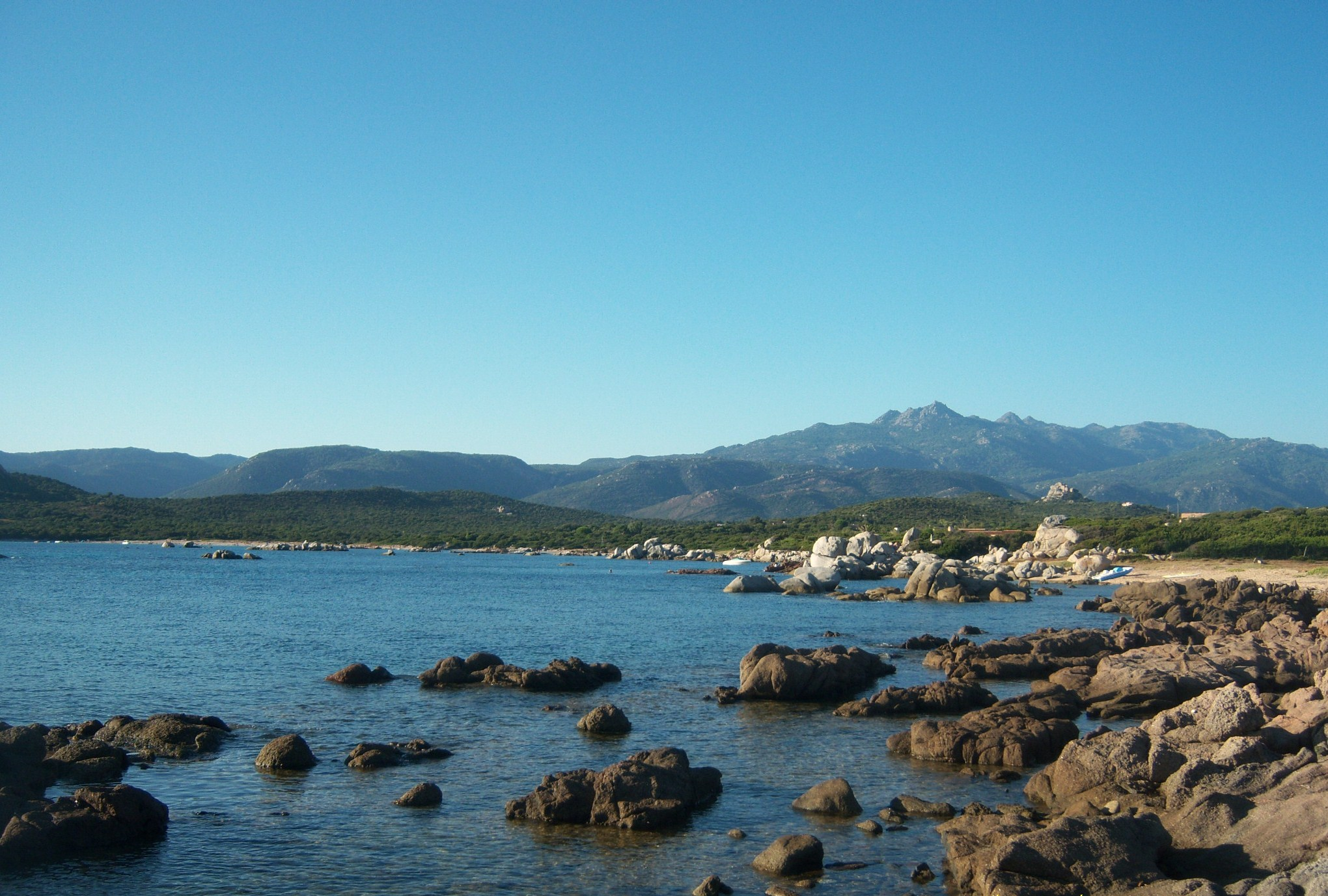
Anse de Chevanu.

### Situation
Pianottoli-Caldarello se situe dans le Freto. Le village est limitrophe de Monacia-d'Aullène et d'une infime partie de la commune de Sartène au nord et de Figari à l'est.

### Relief
La commune est dominée par la pointe de l'Omu di Cagna visible depuis l'extrême nord de la Sardaigne. Elle s'étend de Monacia-d'Aullène à la Punta di Ventilegne.
La réserve naturelle des Bruzzi se trouve aussi sur le territoire de Pianottoli.

## Urbanisme

### Typologie
Au 1er janvier 2024, Pianottoli-Caldarello est catégorisée commune rurale à habitat dispersé, selon la nouvelle grille communale de densité à sept niveaux définie par l'Insee en 2022.
Elle est située hors unité urbaine. Par ailleurs la commune fait partie de l'aire d'attraction de Porto-Vecchio, dont elle est une commune de la couronne,. Cette aire, qui regroupe 10 communes, est catégorisée dans les aires de moins de 50 000 habitants,.
La commune, bordée par la mer Méditerranée, est également une commune littorale au sens de la loi du 3 janvier 1986, dite loi littoral. Des dispositions spécifiques d’urbanisme s’y appliquent dès lors afin de préserver les espaces naturels, les sites, les paysages et l’équilibre écologique du littoral, tel le principe d'inconstructibilité, en dehors des espaces urbanisés, sur la bande littorale des 100 mètres, ou plus si le plan local d’urbanisme le prévoit.

### Occupation des sols
L'occupation des sols de la commune, telle qu'elle ressort de la base de données européenne d’occupation biophysique des sols Corine Land Cover (CLC), est marquée par l'importance des forêts et milieux semi-naturels (73,6 % en 2018), néanmoins en diminution par rapport à 1990 (76,5 %). La répartition détaillée en 2018 est la suivante : 
milieux à végétation arbustive et/ou herbacée (62,2 %), zones agricoles hétérogènes (18 %), espaces ouverts, sans ou avec peu de végétation (6,6 %), prairies (6,2 %), forêts (4,8 %), zones urbanisées (1,8 %), eaux maritimes (0,4 %). L'évolution de l’occupation des sols de la commune et de ses infrastructures peut être observée sur les différentes représentations cartographiques du territoire : la carte de Cassini (XVIIIe siècle), la carte d'état-major (1820-1866) et les cartes ou photos aériennes de l'IGN pour la période actuelle (1950 à aujourd'hui).

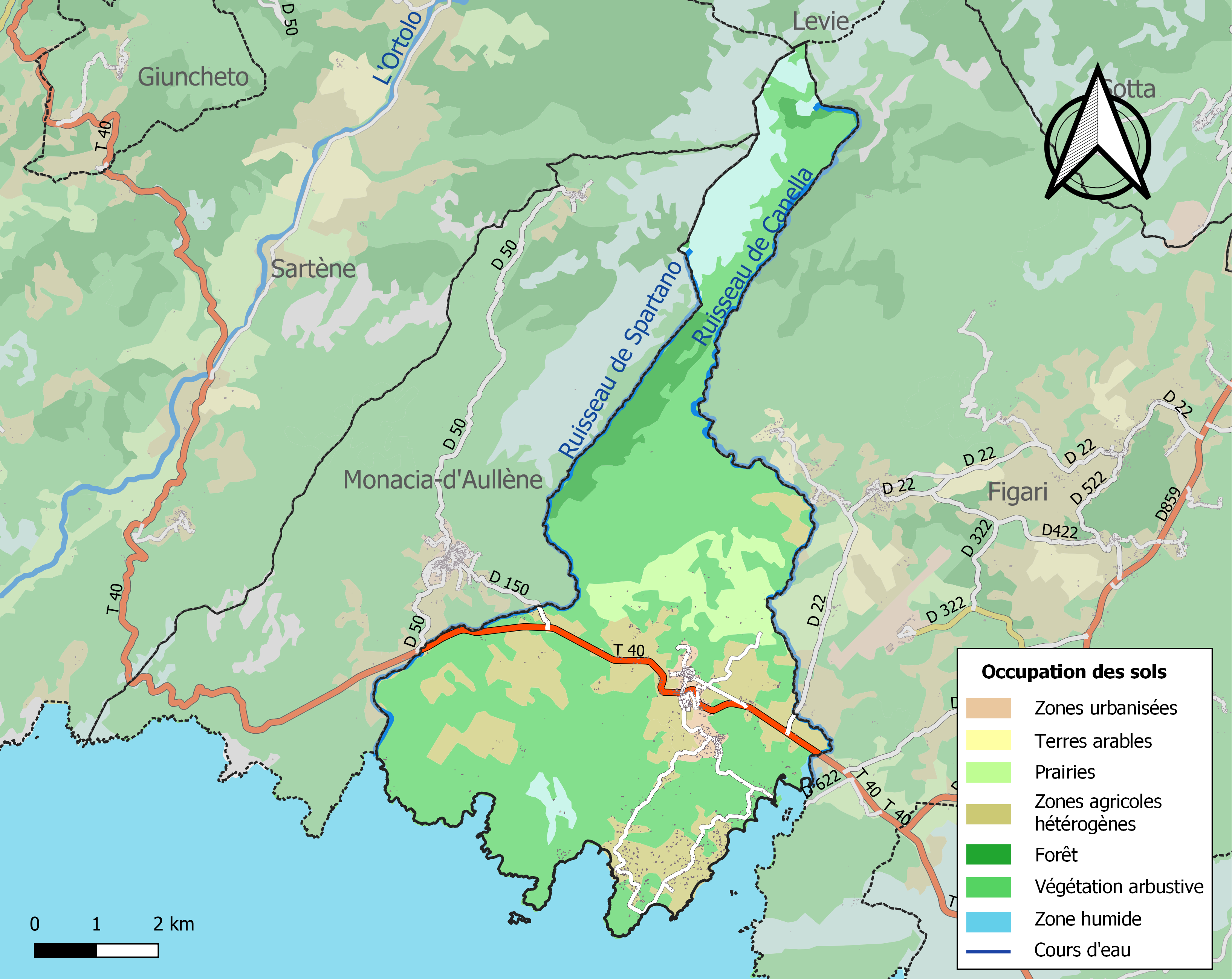
Carte des infrastructures et de l'occupation des sols de la commune en 2018 (CLC).

## Toponymie
Le nom en corse de la commune est Caldareddu, principal lieu habité de la commune lors de sa création en 1864.
La commune de Caldarello a vu son nom officiel modifié en Pianottoli-Caldarello en 1921.

## Histoire

### Temps modernes
Caldarello était autrefois rattaché à la commune de Zérubia jusqu'en 1864.
En 1864, la commune de Zérubia cède par un transfert de territoires communaux, des terres pour la création de la commune de Caldarello.
La nouvelle commune de Caldarello se trouve dans le canton de Serra-di-Scopamène, dans l'arrondissement de Sartène et dans le département de Corse.

### Époque contemporaine
- 1921 - La commune prend le nom de Pianottoli-Caldarello qu'elle a toujours.
- 1973 - Pianottoli-Caldarello passe dans le canton de Figari.
- 1975 - L'île est à nouveau scindée en deux départements : Haute-Corse et Corse-du-Sud. Pianottoli-Caldarello se retrouve dans ce dernier.

## Politique et administration
| Période                                  | Période  | Identité               | Étiquette | Qualité                                                       |
| ---------------------------------------- | -------- | ---------------------- | --------- | ------------------------------------------------------------- |
| 1947                                     | 1953     | Pierre Polverini       |           |                                                               |
| 1953                                     | 1974     | Angelin Diani          |           |                                                               |
| 1974                                     | En cours | Jérôme-Marie Polverini | UMP-LR    | Ancien conseiller général Ancien conseiller exécutif de Corse |
| Les données manquantes sont à compléter. |          |                        |           |                                                               |

## Démographie
L'évolution du nombre d'habitants est connue à travers les recensements de la population effectués dans la commune depuis 1866. Pour les communes de moins de 10 000 habitants, une enquête de recensement portant sur toute la population est réalisée tous les cinq ans, les populations de référence des années intermédiaires étant quant à elles estimées par interpolation ou extrapolation. Pour la commune, le premier recensement exhaustif entrant dans le cadre du nouveau dispositif a été réalisé en 2007.

En 2022, la commune comptait 800 habitants, en évolution de −13,79 % par rapport à 2016 (Corse-du-Sud : +7,61 %, France hors Mayotte : +2,11 %).
| 1866 | 1872 | 1876 | 1881 | 1886 | 1891 | 1896 | 1901 | 1906 |
| ---- | ---- | ---- | ---- | ---- | ---- | ---- | ---- | ---- |
| 500  | 620  | 607  | 617  | 625  | 650  | 614  | 702  | 711  |

| 1911 | 1921 | 1926 | 1931 | 1936 | 1946 | 1954 | 1962 | 1968 |
| ---- | ---- | ---- | ---- | ---- | ---- | ---- | ---- | ---- |
| 727  | 635  | 649  | 613  | 801  | 603  | 535  | 313  | 310  |

| 1975 | 1982 | 1990 | 1999 | 2006 | 2007 | 2012 | 2017 | 2022 |
| ---- | ---- | ---- | ---- | ---- | ---- | ---- | ---- | ---- |
| 794  | 889  | 653  | 729  | 821  | 834  | 934  | 912  | 800  |

## Tourisme

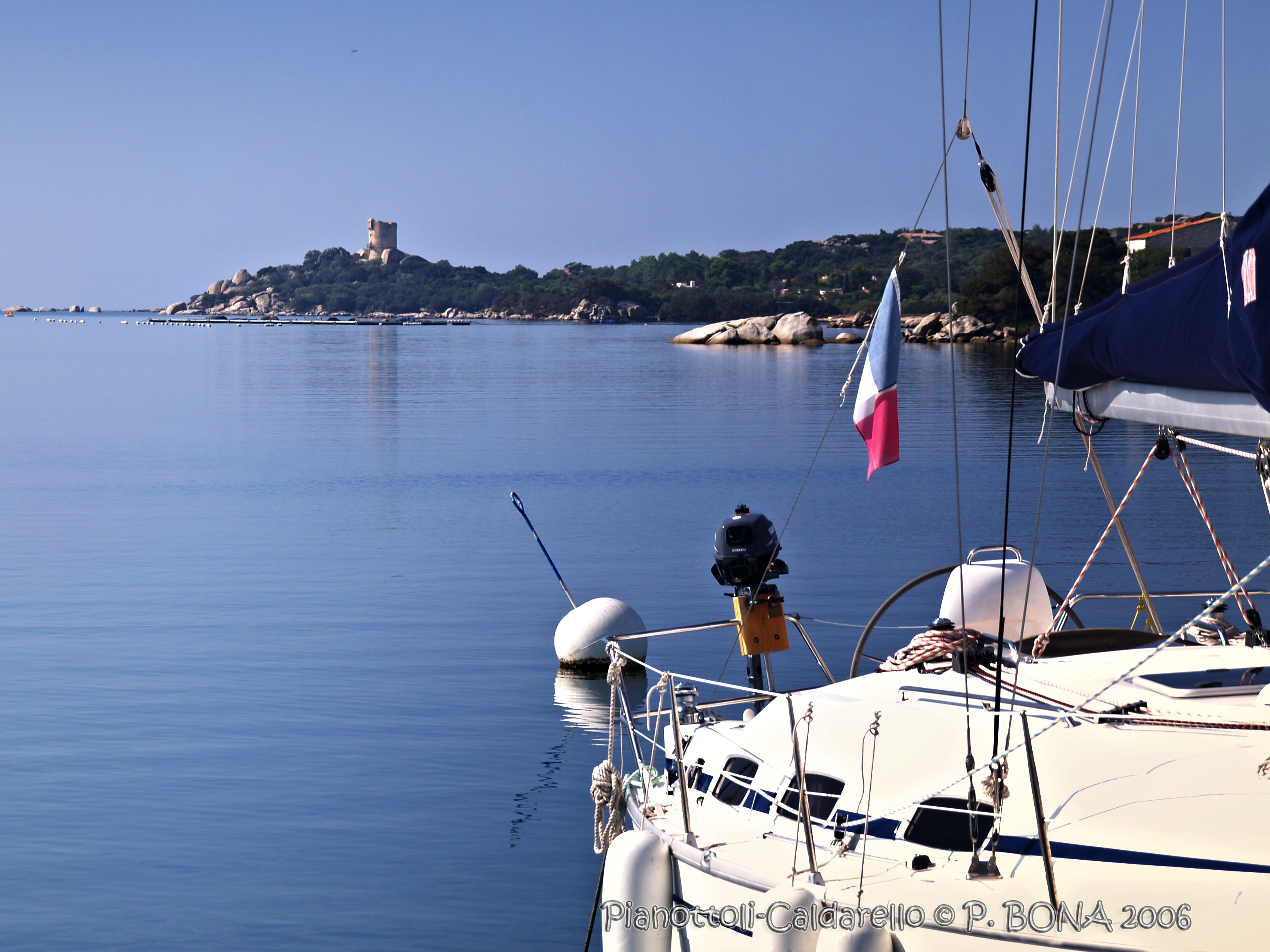
Vue sur la baie de Figari.

Le territoire côtier de Pianottoli-Caldarello se découpe sur environ 8 km. Son petit port de plaisance en est probablement le premier attrait mais quelques plages de la marine, dont « Arbitro », « Chevanu », « Saint-Jean » ainsi que 2 campings, « Le Damier » et « le Kevano », semblent au fil des ans de plus en plus fréquentés.

## Lieux et monuments

### Site archéologique de Saint-Jean
Les vestiges de ce site ainsi que les terrains qui l'entourent aux lieudits Padula et Paccial di San Giovanni, sont inscrits Monument historique par arrêté du 16 mai 1994.

### Architecture civile

#### Tour de Figari

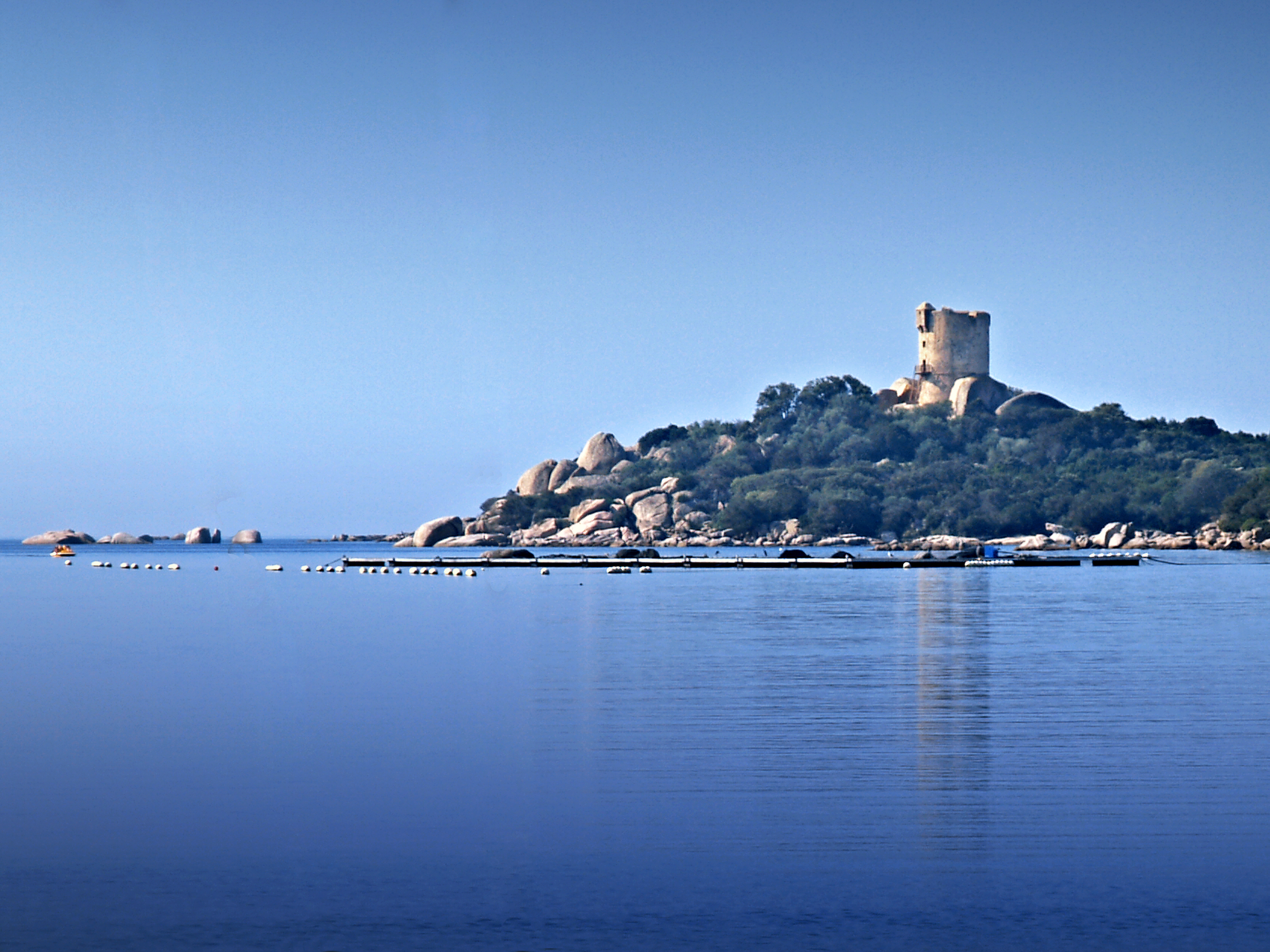
Tour de Figari

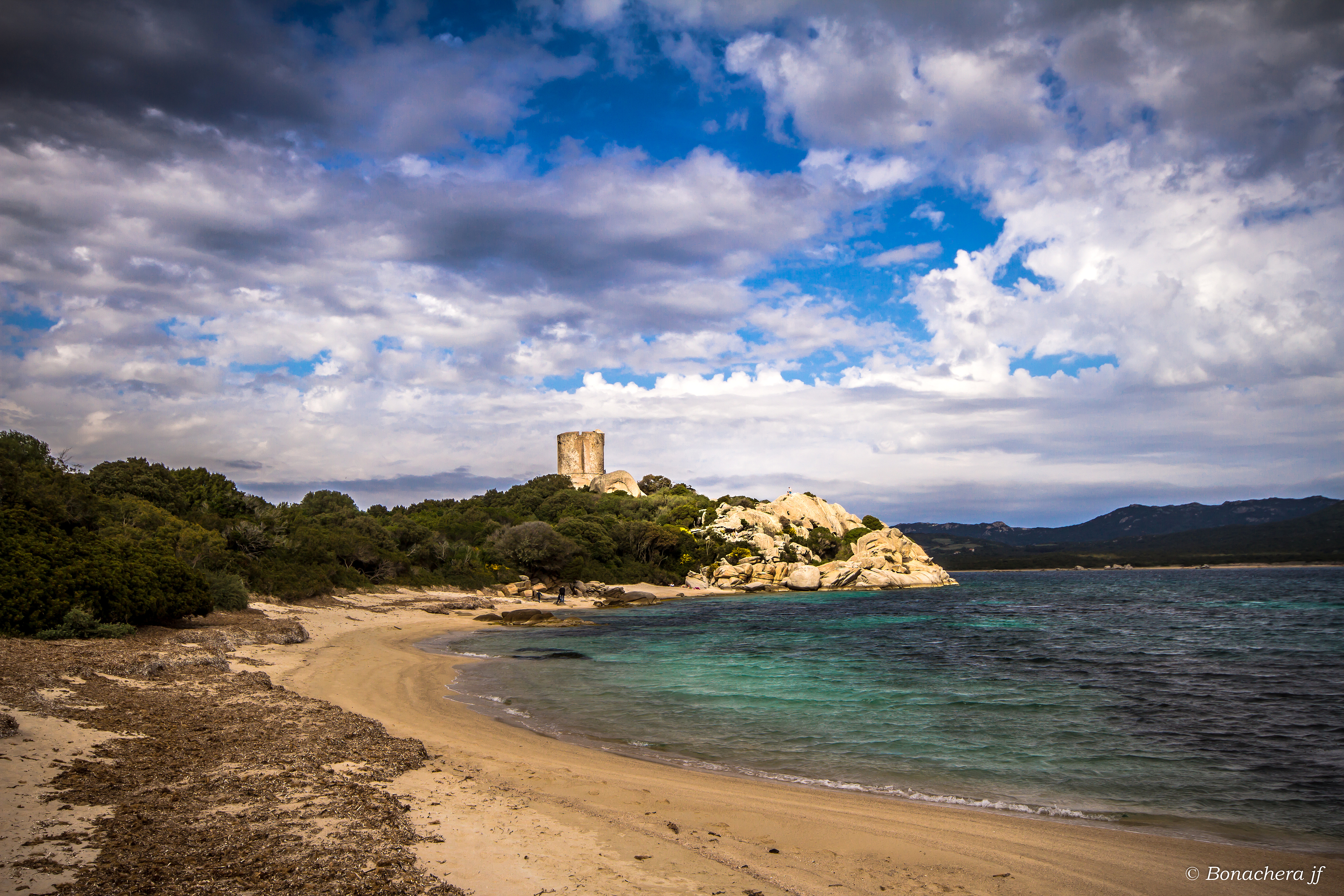
Vue de la tour de Pianottoli depuis l'entrée du golfe

La tour de Figari ou de Caldarello est une tour génoise ronde, de la fin du XVIe siècle. Elle se situe au milieu de la côte occidentale de la baie de Figari, et est en excellent état. Elle joua un rôle stratégique au début du XVIIIe siècle en tant que poste avancé de la citadelle de Bonifacio.
Elle est inscrite au titre des monuments historiques par arrêté du 24 janvier 1995.

#### Autres
- Monument aux morts avec la statue Armistice réalisée par Jules Déchin[14].

### Architecture sacrée
- Église paroissiale de l'Annonciation.

## Personnalités liées à la commune
- Hervé Chevreau (1959-) Maire d'Épinay-sur-Seine, Conseiller départemental de la Seine-Saint-Denis (président du groupe centriste) et vice-président de la Communauté d'agglomération Plaine Commune.[pourquoi ?]
- Mylène Farmer (1961-) a une maison dans le village.[réf. souhaitée]